# Julius Bochmann (Politiker)
Julius Bochmann (* 10. Oktober 1832; † 7. Januar 1918 in Zschorlau) war ein deutscher Baumeister und konservativer Politiker.
Der Sohn des Maurers Karl Friedrich Bochmann war wie sein Vater Baumeister. Von Dezember 1861 bis Februar 1872 war er Stadtverordneter von Aue, wo er auch eine Eisengießerei besaß. Anschließend war er bis Ende 1902 Ratmann und Vizebürgermeister seiner Heimatstadt. Zwischen 1880 und 1901 war er Mitglied der Gewerbekammer Plauen, dabei fungierte er 1883 bis 1892 und 1895 bis 1901 als stellvertretender Vorsitzender dieser Kammer. Von 1895 bis 1907 war er als Vertreter des 20. städtischen Wahlkreises Abgeordneter in der II. Kammer des Sächsischen Landtags. Im Januar 1902 wurde er von der Stadt Aue zum Ehrenbürger ernannt.